# Veyreau
Veyreau is een kleine gemeente in het Franse departement Aveyron in de regio Occitanie en telt 109 inwoners (1999). De plaats maakt deel uit van het arrondissement Millau.

## Geografie
De oppervlakte van Veyreau bedraagt 35,3 km², de bevolkingsdichtheid is 3,1 inwoners per km². Het ligt boven op de hoogvlakte van de Gorges de la Jonte. Niet ver van Meyrueis.
Het heeft een dorpspleintje met de kerk, een kruis met Jezus en een beeld van Maria. Het heeft huizen met platte stenen daken ondersteund door prachtige kalksteen gewelven.

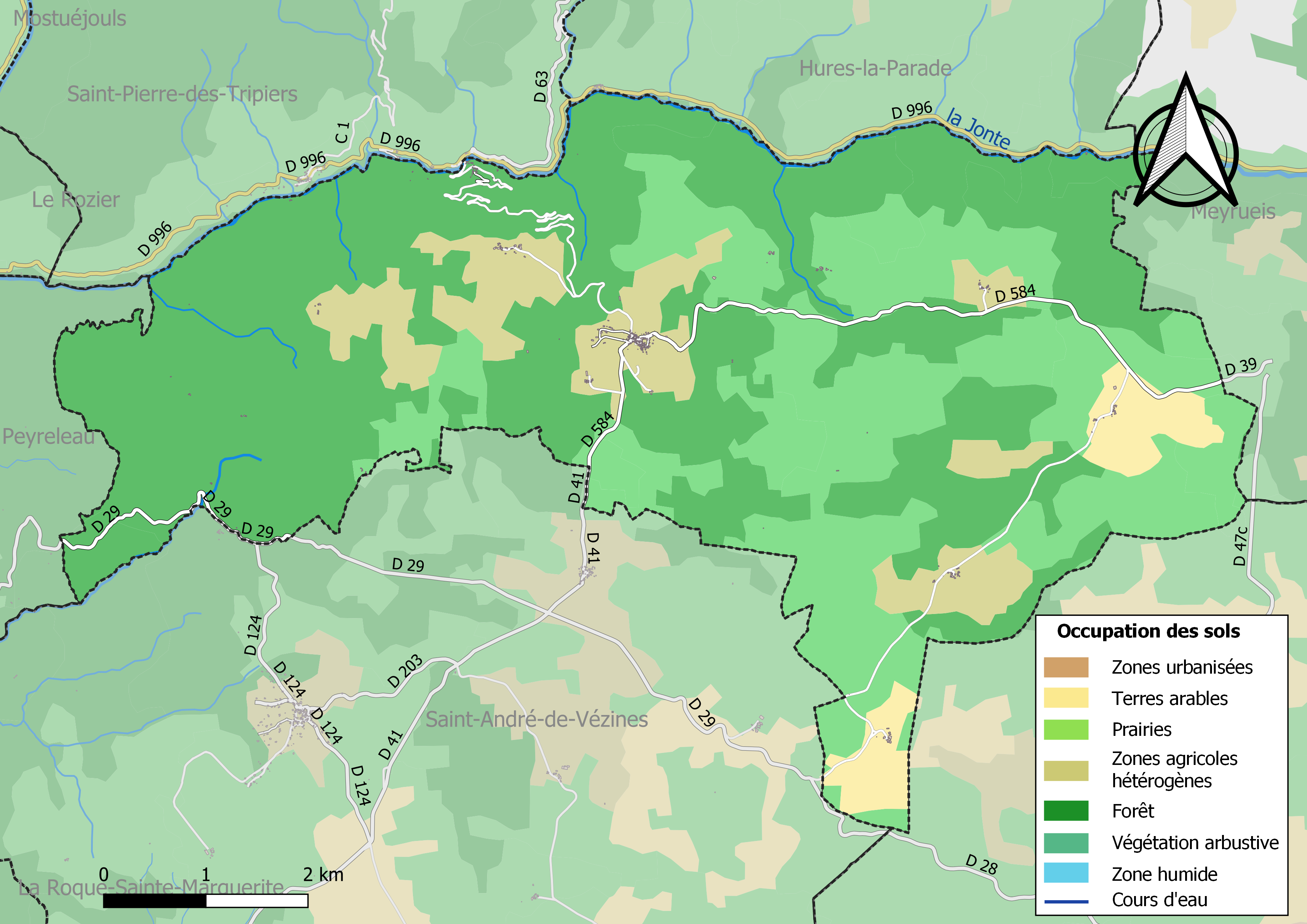
Kaart van de gemeente met de belangrijkste infrastructuur, bodemgebruik en omliggende gemeenten

## Demografie
Onderstaande figuur toont het verloop van het inwonertal (bron: INSEE-tellingen).

Vanwege een beveiligingsprobleem met de MediaWiki Graph-software is het momenteel niet mogelijk deze grafiek weer te geven. Zodra de software is bijgewerkt zal de grafiek vanzelf weer zichtbaar worden.